# Maikro Romero
Maikro Romero (n. 9 decembrie 1972, La Habana, Cuba) este un boxer ce a reprezentat Cuba, medaliat olimpic. A participat la 2 ediții ale Jocurilor Olimpice (1996, 2000) în care a câștigat o medalie de aur și o medalie de bronz.